# Tom Clancy’s Rainbow Six: Vegas
Tom Clancy’s Rainbow Six: Vegas ist ein Taktik-Shooter-Computerspiel, das von Ubisoft Montreal entwickelt und am 21. November 2006 für Xbox 360, am 12. Dezember 2006 für den PC und am 29. Juni 2007 für PlayStation 3 von Ubisoft veröffentlicht wurde. Es ist der sechste Teil der Tom Clancy’s Rainbow Six Computerspielreihe nach Tom Clancy’s Rainbow Six: Critical Hour. Mit Tom Clancy’s Rainbow Six: Vegas 2 existiert ein direkter Nachfolger.
Am 18. April 2007 erschien die Player's Pack Red Edition als Downloadable Content auf Xbox Live. Enthalten waren zwei neue Spielmodi und drei neue Karten. Die Player's Pack Black Edition erschien ebenfalls zunächst als DLC und enthält fünf neue Karte, darunter überarbeitete Karten aus Tom Clancy’s Rainbow Six 3: Raven Shield. Beide Erweiterungen wurden nachträglich kostenlos veröffentlicht, Kunden ihr Geld zurückerstattet und in die PC-Fassung sowie Einzelhandelsversion für PlayStation 3 integriert.

## Spielprinzip
Das Gameplay ist sehr stark um das Nutzen von Deckung aufgebaut. Nähert man sich einem Objekt, kann man per Knopfdruck dahinter in Deckung gehen und aus der Deckung feuern. Gegner nutzen diese Möglichkeit ebenfalls ausgiebig. Der Spieler regeneriert Trefferpunkte automatisch. Der Spieler wird daran trainiert nach dem OPA-Prinzip Observe (Beobachten), Plan (Planen) und Assault (Angreifen) vorzurücken. Sowohl Spieler als auch Terroristen nutzen Blendgranaten, um Gegner zu desorientieren und Rauchbomben um Laufwege zu verschleiern.

## Rezeption
Vegas orientiere sich wieder an den Stärken der Serie. Taktisches Vorgehen sei ein Muss, wobei der Fokus dennoch wieder bei der Action liege. Die Steuerung sei hervorragend umgesetzt und die computergesteuerten Akteure agieren clever. Die Xbox 360 Fassung sei leicht unterlegen, da sie mit mehr Ladeunterbrechungen, schwächerer Grafik und weniger Teilnehmern bei Mehrspieler-Partien auskommen muss. Auf der PlayStation 3 gäbe es im Mehrspieler Frust durch Lag und Synchronisationsprobleme. Es übertreffe nach dem enttäuschenden Rainbow Six: Lockdown die Erwartungen. Negativ falle jedoch auf, dass Gegner nur noch erschossen werden können, anstatt sie festzunehmen. Zivilisten fehlen in der Spielwelt größtenteils, was diese leer wirken lasse. Auf dem PC überzeuge es jedoch grafisch und spielerisch. Die Atmosphäre wirke realitätsnah.

### Auszeichnungen
- Interactive Achievement Awards 2007: First Person Action Game of the Year[8]

## E-Sport
Zwischen 2007 und 2009 war Tom Clancy’s Rainbow Six: Vegas und sein Nachfolger Teil der Major League Gaming Liga mit einem 4-gegen-4-Modus und später mit einem 1-gegen-1-Modus. Es eignete sich gut für Zuschauer, da der Fokus auf Taktik und weniger auf ruckartigen Bewegungen lag.